# Miturga severa
Espèce
Miturga severa est une espèce d'araignées aranéomorphes de la famille des Miturgidae.

## Distribution
Cette espèce est endémique du Victoria en Australie. 

## Description
Les femelles mesurent de 15 à 17 mm.

## Publication originale
- Simon, 1909 : Araneae. 2e partie. Die Fauna Südwest-Australiens, Jena, vol. 2, no 13, p. 155-212 (texte intégral).